# Decimazione di Cercivento
La Decimazione di Cercivento, conosciuta anche come I fucilati di Cercivento (I fusilâts di Çurçuvint in friulano), identifica la decimazione di un intero plotone composto da ottanta Alpini dell'8º Reggimento appartenenti alla 109ª Compagnia del Battaglione Monte Arvenis allora operante sul Monte Cellon, nei pressi del passo di Monte Croce Carnico, accusati dal proprio Comandante di Compagnia, il capitano Armando Ciofi e il suo vice tenente Pietro Pasinetti, d'insubordinazione e ribellione.
In base all'articolo 114 del codice penale militare: rivolta in faccia al nemico, per quattro Alpini le accuse del tribunale si commutarono in condanne a morte, per altri ventinove a 145 anni di carcere complessivi e i rimanenti militari in assoluzioni.
Le esecuzioni capitali vennero eseguite davanti al muro di cinta del piccolo cimitero di Cercivento (Udine).
Le motivazioni della condanna rimangono piuttosto controverse. Pare infatti che i soldati siano stati condannati per aver contestato l'ordine di attacco impartito ritenuto, a parere di molti, inutile e suicida.

## Le vittime
- Caporal maggiore Silvio Gaetano Ortis da Paluzza (UD), 25 anni, contadino
- Caporale Basilio Matiz da Timau (UD), 22 anni
- Caporale Giovan Battista Corradazzi da Forni di Sopra (UD)
- Soldato Angelo Massaro da Maniago (PN)